# Serrat de Marcolís
El Serrat de Marcolís és una serra situada als municipi d'Alt Àneu i Esterri d'Àneu a la comarca del Pallars Sobirà, amb una elevació màxima de 1.846 metres.